# Nava de Roa
Nava de Roa település Spanyolországban, Burgos tartományban. Nava de Roa Valdezate, Cuevas de Provanco, Castrillo de Duero, San Martín de Rubiales, La Cueva de Roa és Haza községekkel határos. Lakosainak száma 199 fő (2024).

## Népesség
A település népessége az utóbbi években az alábbiak szerint változott:
| Lakosok száma | 262  | 246  | 259  | 248  | 249  | 220  | 218  | 227  | 206  | 199  |
|               | 2001 | 2004 | 2006 | 2009 | 2011 | 2014 | 2016 | 2019 | 2021 | 2024 |